# Sedimentary Geology
Sedimentary Geology est une revue scientifique à comité de lecture sur les systèmes sédimentaires et leur contexte géologique publiée par Elsevier. Le journal déclare couvrir des sujets allant « des techniques d'analyses sédimentaire aux aspects géodynamiques de l'évolution des bassins sédimentaires ».